# Everett (Washington)
Everett é uma cidade localizada no estado norte-americano de Washington, no Condado de Snohomish. A cidade foi fundada em 1892, e incorporada em 4 de maio de 1893.
Inicialmente tinha uma economia voltada para extração de madeira. Isso mudou após a Segunda Guerra Mundial quando a Boeing estabeleceu uma enorme fábrica na região, transformando a cidade num polo industrial.

## Demografia
Segundo o censo norte-americano de 2020, a sua população era de 110 629 habitantes.

## Geografia
De acordo com o United States Census Bureau tem uma área de 123,4 km², dos quais 84,2 km² cobertos por terra e 39,2 km² cobertos por água. Everett localiza-se a aproximadamente 140 m acima do nível do mar.

## Localidades na vizinhança
O diagrama seguinte representa as localidades num raio de 12 km ao redor de Everett.